# Kvalifikace na Mistrovství Evropy ve fotbale 1980
Kvalifikace na Mistrovství Evropy ve fotbale 1980 probíhala v letech 1978 až 1980. Zúčastnilo se jí 31 fotbalových reprezentací, které byly rozlosovány do sedmi skupin po pěti, resp. čtyřech týmech. Ve skupinách hrál každý s každým doma a venku a vítězové jednotlivých skupin postoupili na závěrečný turnaj, kde se přidali k hostitelské Itálii.

## Skupina 1
| Tým           | B  | Z | V | R | P | VG | IG |
| ------------- | -- | - | - | - | - | -- | -- |
| Anglie        | 15 | 8 | 7 | 1 | 0 | 22 | 5  |
| Severní Irsko | 9  | 8 | 4 | 1 | 3 | 8  | 14 |
| Irsko         | 7  | 8 | 2 | 3 | 3 | 9  | 8  |
| Bulharsko     | 5  | 8 | 2 | 1 | 5 | 6  | 14 |
| Dánsko        | 4  | 8 | 1 | 2 | 5 | 13 | 17 |

| Datum              | Místo   | Domácí        | Výsl. | Hosté         |
| ------------------ | ------- | ------------- | ----- | ------------- |
| 24. května 1978    | Kodaň   | Dánsko        | 3:3   | Irsko         |
| 20. září 1978      | Dublin  | Irsko         | 0:0   | Severní Irsko |
| 20. září 1978      | Kodaň   | Dánsko        | 3:4   | Anglie        |
| 11. října 1978     | Kodaň   | Dánsko        | 2:2   | Bulharsko     |
| 25. října 1978     | Dublin  | Irsko         | 1:1   | Anglie        |
| 25. října 1978     | Belfast | Severní Irsko | 2:1   | Dánsko        |
| 29. listopadu 1978 | Sofie   | Bulharsko     | 0:2   | Severní Irsko |
| 7. února 1979      | Londýn  | Anglie        | 4:0   | Severní Irsko |
| 2. května 1979     | Dublin  | Irsko         | 2:0   | Dánsko        |
| 2. května 1979     | Belfast | Severní Irsko | 2:0   | Bulharsko     |
| 10. května 1979    | Sofie   | Bulharsko     | 1:0   | Irsko         |
| 6. června 1979     | Sofie   | Bulharsko     | 0:3   | Anglie        |
| 6. června 1979     | Kodaň   | Dánsko        | 4:0   | Severní Irsko |
| 12. září 1979      | Londýn  | Anglie        | 1:0   | Dánsko        |
| 17. října 1979     | Dublin  | Irsko         | 3:0   | Bulharsko     |
| 17. října 1979     | Belfast | Severní Irsko | 1:5   | Anglie        |
| 31. října 1979     | Sofie   | Bulharsko     | 3:0   | Dánsko        |
| 21. listopadu 1979 | Belfast | Severní Irsko | 1:0   | Irsko         |
| 22. listopadu 1979 | Londýn  | Anglie        | 2:0   | Bulharsko     |
| 6. února 1980      | Londýn  | Anglie        | 2:0   | Irsko         |

## Skupina 2
| Tým         | B  | Z | V | R | P | VG | IG |
| ----------- | -- | - | - | - | - | -- | -- |
| Belgie      | 12 | 8 | 4 | 4 | 0 | 12 | 5  |
| Rakousko    | 11 | 8 | 4 | 3 | 1 | 14 | 7  |
| Portugalsko | 9  | 8 | 4 | 1 | 3 | 10 | 11 |
| Skotsko     | 7  | 8 | 3 | 1 | 4 | 15 | 13 |
| Norsko      | 1  | 8 | 0 | 1 | 7 | 5  | 20 |

| Datum              | Místo   | Domácí      | Výsl. | Hosté       |
| ------------------ | ------- | ----------- | ----- | ----------- |
| 30. srpna 1978     | Oslo    | Norsko      | 0:2   | Rakousko    |
| 20. září 1978      | Vídeň   | Rakousko    | 3:2   | Skotsko     |
| 20. září 1978      | Kodaň   | Belgie      | 1:1   | Norsko      |
| 11. října 1978     | Lisabon | Portugalsko | 1:1   | Belgie      |
| 25. října 1978     | Glasgow | Skotsko     | 3:2   | Norsko      |
| 15. listopadu 1978 | Vídeň   | Rakousko    | 1:2   | Portugalsko |
| 29. listopadu 1978 | Lisabon | Portugalsko | 1:0   | Skotsko     |
| 28. března 1979    | Brusel  | Belgie      | 1:1   | Rakousko    |
| 2. května 1979     | Vídeň   | Rakousko    | 0:0   | Belgie      |
| 9. května 1979     | Oslo    | Norsko      | 0:1   | Portugalsko |
| 7. června 1979     | Oslo    | Norsko      | 0:4   | Skotsko     |
| 29. srpna 1979     | Vídeň   | Rakousko    | 4:0   | Norsko      |
| 12. září 1979      | Oslo    | Norsko      | 1:2   | Belgie      |
| 17. října 1979     | Brusel  | Belgie      | 2:0   | Portugalsko |
| 17. října 1979     | Glasgow | Skotsko     | 1:1   | Rakousko    |
| 1. listopadu 1979  | Lisabon | Portugalsko | 3:1   | Norsko      |
| 21. listopadu 1979 | Brusel  | Belgie      | 2:0   | Skotsko     |
| 21. listopadu 1979 | Lisabon | Portugalsko | 1:2   | Rakousko    |
| 19. prosince 1979  | Glasgow | Skotsko     | 1:3   | Belgie      |
| 26. března 1980    | Glasgow | Skotsko     | 4:1   | Portugalsko |

## Skupina 3
| Tým        | B | Z | V | R | P | VG | IG |
| ---------- | - | - | - | - | - | -- | -- |
| Španělsko  | 9 | 6 | 4 | 1 | 1 | 13 | 5  |
| Jugoslávie | 8 | 6 | 4 | 0 | 2 | 14 | 6  |
| Rumunsko   | 6 | 6 | 2 | 2 | 2 | 9  | 8  |
| Kypr       | 1 | 6 | 0 | 1 | 5 | 2  | 19 |

| Datum              | Místo              | Domácí     | Výsl. | Hosté      |
| ------------------ | ------------------ | ---------- | ----- | ---------- |
| 4. října 1978      | Záhřeb             | Jugoslávie | 1:2   | Španělsko  |
| 25. října 1978     | Bukurešť           | Rumunsko   | 3:2   | Jugoslávie |
| 15. listopadu 1978 | Valencia           | Španělsko  | 1:0   | Rumunsko   |
| 13. prosince 1978  | Salamanca          | Španělsko  | 5:0   | Kypr       |
| 1. dubna 1979      | Nikósie            | Kypr       | 0:3   | Jugoslávie |
| 4. dubna 1979      | Craiova            | Rumunsko   | 2:2   | Španělsko  |
| 13. května 1979    | Lemesos            | Kypr       | 1:1   | Rumunsko   |
| 10. října 1979     | Valencia           | Španělsko  | 0:1   | Jugoslávie |
| 31. října 1979     | Kosovska Mitrovica | Jugoslávie | 2:1   | Rumunsko   |
| 14. listopadu 1979 | Novi Sad           | Jugoslávie | 5:0   | Kypr       |
| 18. listopadu 1979 | Bukurešť           | Rumunsko   | 2:0   | Kypr       |
| 9. prosince 1979   | Lemesos            | Kypr       | 1:3   | Španělsko  |

## Skupina 4
| Tým        | B  | Z | V | R | P | VG | IG |
| ---------- | -- | - | - | - | - | -- | -- |
| Nizozemsko | 13 | 8 | 6 | 1 | 1 | 20 | 6  |
| Polsko     | 12 | 8 | 5 | 2 | 1 | 13 | 4  |
| NDR        | 11 | 8 | 5 | 1 | 2 | 18 | 11 |
| Švýcarsko  | 4  | 8 | 2 | 0 | 6 | 7  | 18 |
| Island     | 0  | 8 | 0 | 0 | 8 | 2  | 21 |

| Datum              | Místo           | Domácí     | Výsl. | Hosté      |
| ------------------ | --------------- | ---------- | ----- | ---------- |
| 6. září 1978       | Reykjavík       | Island     | 0:2   | Polsko     |
| 20. září 1978      | Nijmegen        | Nizozemsko | 3:0   | Island     |
| 4. října 1978      | Halle           | NDR        | 3:1   | Island     |
| 11. října 1978     | Bern            | Švýcarsko  | 1:3   | Nizozemsko |
| 15. listopadu 1978 | Rotterdam       | Nizozemsko | 3:0   | NDR        |
| 15. listopadu 1978 | Vratislav       | Polsko     | 2:0   | Švýcarsko  |
| 28. března 1979    | Eindhoven       | Nizozemsko | 3:0   | Švýcarsko  |
| 18. dubna 1979     | Lipsko          | NDR        | 2:1   | Polsko     |
| 2. května 1979     | Chorzów         | Polsko     | 2:0   | Nizozemsko |
| 5. května 1979     | St. Gallen      | Švýcarsko  | 0:2   | NDR        |
| 22. května 1979    | Bern            | Švýcarsko  | 2:0   | Island     |
| 9. června 1979     | Reykjavík       | Island     | 1:2   | Švýcarsko  |
| 5. září 1979       | Reykjavík       | Island     | 0:4   | Nizozemsko |
| 12. září 1979      | Reykjavík       | Island     | 0:3   | NDR        |
| 12. září 1979      | Lausanne        | Švýcarsko  | 0:2   | Polsko     |
| 26. září 1979      | Chorzów         | Polsko     | 1:1   | NDR        |
| 10. října 1979     | Krakov          | Polsko     | 2:0   | Island     |
| 13. října 1979     | Východní Berlín | NDR        | 5:2   | Švýcarsko  |
| 17. října 1979     | Amsterdam       | Nizozemsko | 1:1   | Polsko     |
| 21. listopadu 1979 | Lipsko          | NDR        | 2:3   | Nizozemsko |

## Skupina 5
| Tým            | B  | Z | V | R | P | VG | IG |
| -------------- | -- | - | - | - | - | -- | -- |
| Československo | 10 | 6 | 5 | 0 | 1 | 17 | 4  |
| Francie        | 9  | 6 | 4 | 1 | 1 | 13 | 7  |
| Švédsko        | 4  | 6 | 1 | 2 | 3 | 9  | 13 |
| Lucembursko    | 1  | 6 | 0 | 1 | 5 | 2  | 17 |

| Datum              | Místo            | Domácí         | Výsl. | Hosté          |
| ------------------ | ---------------- | -------------- | ----- | -------------- |
| 1. září 1978       | Paříž            | Francie        | 2:2   | Švédsko        |
| 4. října 1978      | Stockholm        | Švédsko        | 1:3   | Československo |
| 7. října 1978      | Lucemburk        | Lucembursko    | 1:3   | Francie        |
| 25. února 1979     | Paříž            | Francie        | 3:0   | Lucembursko    |
| 4. dubna 1979      | Bratislava       | Československo | 2:0   | Francie        |
| 1. května 1979     | Lucemburk        | Lucembursko    | 0:3   | Československo |
| 7. června 1979     | Malmö            | Švédsko        | 3:0   | Lucembursko    |
| 5. září 1979       | Stockholm        | Švédsko        | 1:3   | Francie        |
| 10. října 1979     | Praha            | Československo | 4:1   | Švédsko        |
| 22. října 1979     | Esch-sur-Alzette | Lucembursko    | 1:1   | Švédsko        |
| 17. listopadu 1979 | Paříž            | Francie        | 2:1   | Československo |
| 24. listopadu 1979 | Praha            | Československo | 4:0   | Lucembursko    |

## Skupina 6
| Tým           | B | Z | V | R | P | VG | IG |
| ------------- | - | - | - | - | - | -- | -- |
| Řecko         | 7 | 6 | 3 | 1 | 2 | 13 | 7  |
| Maďarsko      | 6 | 6 | 2 | 2 | 2 | 9  | 9  |
| Finsko        | 6 | 6 | 2 | 2 | 2 | 10 | 15 |
| Sovětský svaz | 5 | 6 | 1 | 3 | 2 | 7  | 8  |

| Datum            | Místo    | Domácí        | Výsl. | Hosté         |
| ---------------- | -------- | ------------- | ----- | ------------- |
| 24. května 1978  | Helsinky | Finsko        | 3:0   | Řecko         |
| 20. září 1978    | Helsinky | Finsko        | 2:1   | Maďarsko      |
| 20. září 1978    | Jerevan  | Sovětský svaz | 2:0   | Řecko         |
| 11. října 1978   | Budapešť | Maďarsko      | 2:0   | Sovětský svaz |
| 11. října 1978   | Athény   | Řecko         | 8:1   | Finsko        |
| 29. října 1978   | Soluň    | Řecko         | 4:1   | Maďarsko      |
| 2. května 1979   | Budapešť | Maďarsko      | 0:0   | Řecko         |
| 19. května 1979  | Tbilisi  | Sovětský svaz | 2:2   | Maďarsko      |
| 4. července 1979 | Helsinky | Finsko        | 1:1   | Sovětský svaz |
| 12. září 1979    | Athény   | Řecko         | 1:0   | Sovětský svaz |
| 17. října 1979   | Debrecín | Maďarsko      | 3:1   | Finsko        |
| 31. října 1979   | Moskva   | Sovětský svaz | 2:2   | Finsko        |

## Skupina 7
| Tým     | B  | Z | V | R | P | VG | IG |
| ------- | -- | - | - | - | - | -- | -- |
| SRN     | 10 | 6 | 4 | 2 | 0 | 17 | 1  |
| Turecko | 7  | 6 | 3 | 1 | 2 | 5  | 5  |
| Wales   | 6  | 6 | 3 | 0 | 3 | 11 | 8  |
| Malta   | 1  | 6 | 0 | 1 | 5 | 2  | 21 |

| Datum              | Místo           | Domácí  | Výsl. | Hosté   |
| ------------------ | --------------- | ------- | ----- | ------- |
| 25. října 1978     | Wrexham         | Wales   | 7:0   | Malta   |
| 29. listopadu 1978 | Wrexham         | Wales   | 1:0   | Turecko |
| 25. února 1979     | Gżira           | Malta   | 0:0   | SRN     |
| 18. března 1979    | İzmir           | Turecko | 2:1   | Malta   |
| 1. dubna 1979      | İzmir           | Turecko | 0:0   | SRN     |
| 2. května 1979     | Wrexham         | Wales   | 0:2   | SRN     |
| 2. června 1979     | Gżira           | Malta   | 0:2   | Wales   |
| 17. října 1979     | Kolín nad Rýnem | SRN     | 5:1   | Wales   |
| 28. října 1979     | Gżira           | Malta   | 1:2   | Turecko |
| 21. listopadu 1979 | İzmir           | Turecko | 1:0   | Wales   |
| 22. prosince 1979  | Gelsenkirchen   | SRN     | 2:0   | Turecko |
| 27. února 1980     | Brémy           | SRN     | 8:0   | Malta   |